# Covington County (Alabama)
Das Covington County ist ein County im Bundesstaat Alabama der Vereinigten Staaten. Bei der Volkszählung im Jahr 2000 hatte das County 37.631 Einwohner und eine Bevölkerungsdichte von 14 Einwohnern pro Quadratkilometer. Der Verwaltungssitz (County Seat) ist Andalusia.

## Geographie
Das County liegt im äußersten Süden von Alabama, an der Nordgrenze von Florida und hat eine Fläche von 2704 Quadratkilometern, wovon 26 Quadratkilometer Wasserflächen sind. Es grenzt im Uhrzeigersinn an folgende Countys: Escambia County, Conecuh County, Butler County, Crenshaw County, Coffee County und Geneva County.

## Geschichte
Die ersten weißen Siedler in der Region kamen aus Georgia und den beiden Carolinas. Covington County wurde am 7. Dezember 1821 auf Beschluss der State Legislature gebildet. Benannt wurde es nach dem Brigade-General Leonard Wailes Covington aus Maryland, der im Britisch-Amerikanischen Krieg diente. Die Grenzen des Countys erfuhren in den Jahren 1824, 1841 sowie 1868 Veränderungen. Im Jahr 1844 wurde der County Seat wegen regelmäßiger Überflutungen des Conecuh Rivers von Montezuma nach Andalusia verlegt. 1868 wurde das County kurzfristig in Jones umbenannt, erhielt aber noch im selben Jahr seinen alten Namen zurück. Covington County blieb lange Zeit relativ isoliert, bis es an das Netz der Louisville and Nashville Railroad angeschlossen wurde. Dadurch entstanden mehrere neue Städte, darunter Florala, Onycha und Opp. Dank der zahlreichen Kiefernwälder bildete sich um 1900 holzverarbeitende Industrie, die unter anderem Terpentinöl produzierte, und den bis dahin dominierenden Mais- und Baumwollanbau als wichtigste Wirtschaftszweige ablöste. In den 1920er Jahren gründeten mehrere Unternehmen im County Textilfabriken.

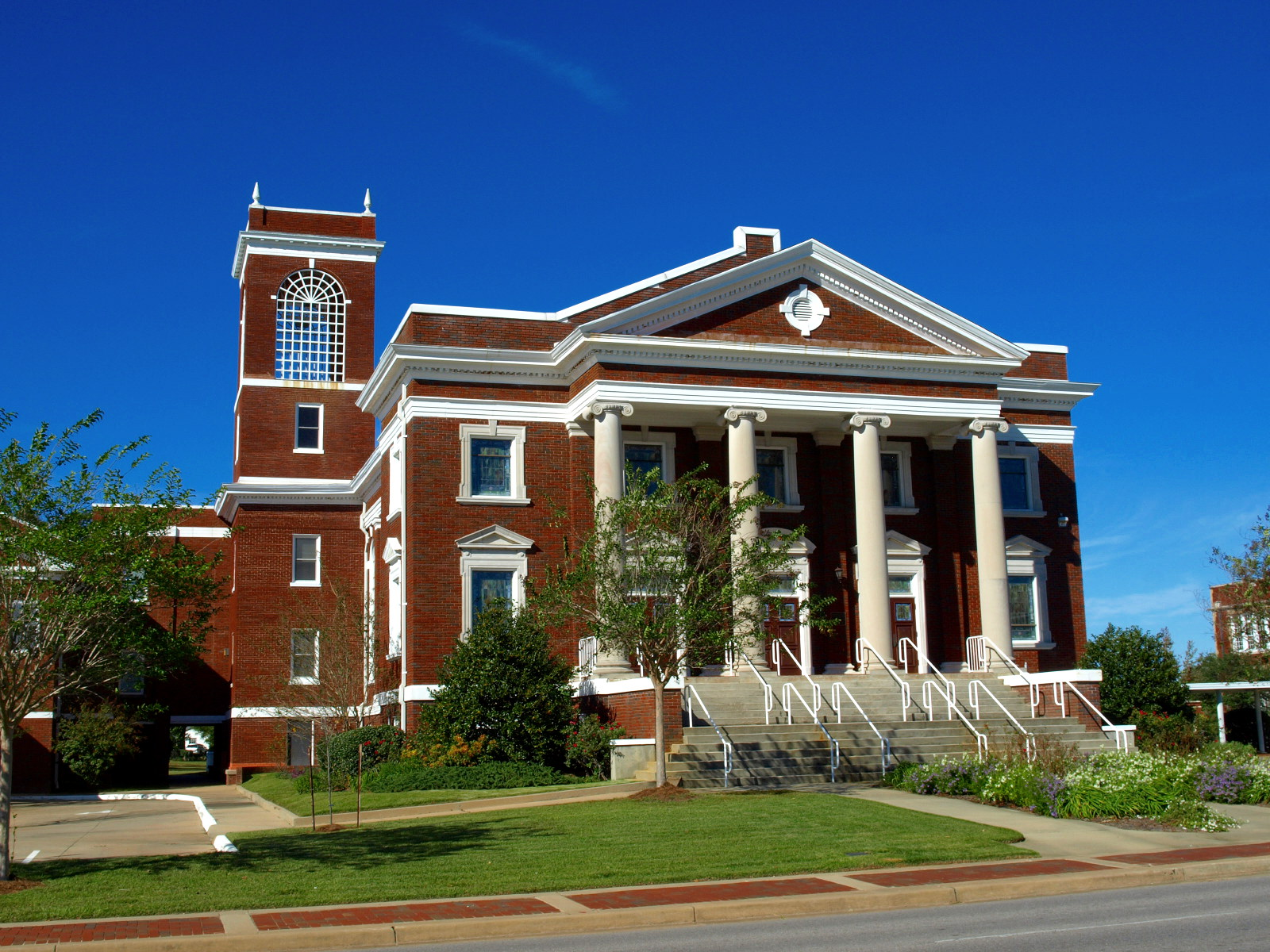
First United Methodist Church im J. W. Shreve Addition Historic District (2014)

Zehn Bauwerke und Stätten im County sind im National Register of Historic Places (NRHP) eingetragen (Stand 1. April 2020), der Andalusia Commercial Historic District, das Covington County Courthouse and Jail und der J. W. Shreve Addition Historic District.

## Demographische Daten
Nach der Volkszählung im Jahr 2000 lebten im Covington County 37.631 Menschen. Davon wohnten 523 Personen in Sammelunterkünften, die anderen Einwohner lebten in 15.640 Haushalten und 10.791 Familien. Die Bevölkerungsdichte betrug 14 Einwohner pro Quadratkilometer. Ethnisch betrachtet setzte sich die Bevölkerung zusammen aus 86,19 Prozent Weißen, 12,35 Prozent Afroamerikanern, 0,48 Prozent amerikanischen Ureinwohnern, 0,17 Prozent Asiaten, 0,01 Prozent Bewohnern aus dem pazifischen Inselraum und 0,17 Prozent aus anderen ethnischen Gruppen; 0,62 Prozent stammten von zwei oder mehr Ethnien ab. 0,78 Prozent der Bevölkerung waren spanischer oder lateinamerikanischer Abstammung.
Von den 15.640 Haushalten hatten 29,5 Prozent Kinder und Jugendliche unter 18 Jahren, die bei ihnen lebten. In 54,1 Prozent lebten verheiratete, zusammen lebende Paare, 11,3 Prozent waren allein erziehende Mütter, 31,0 Prozent waren keine Familien, 28,6 Prozent aller Haushalte waren Singlehaushalte und in 14,1 Prozent lebten Menschen im Alter von 65 Jahren oder darüber. Die Durchschnittshaushaltsgröße betrug 2,37 und die durchschnittliche Familiengröße betrug 2,90 Personen.
23,5 Prozent der Bevölkerung waren unter 18 Jahre alt, 8,1 Prozent zwischen 18 und 24, 26,1 Prozent zwischen 25 und 44, 24,3 Prozent zwischen 45 und 64 und 17,9 Prozent waren 65 Jahre oder älter. Das Durchschnittsalter betrug 40 Jahre. Auf 100 weibliche Personen kamen 91,6 männliche Personen und auf Frauen im Alter von 18 Jahren und darüber kamen 88 Männer.
Das jährliche Durchschnittseinkommen eines Haushalts betrug 26.336 USD, das Durchschnittseinkommen einer Familie 33.201 USD. Männer hatten ein Durchschnittseinkommen von 27.453 USD, Frauen 19.640 USD. Das Prokopfeinkommen betrug 15.365 USD. 14,1 Prozent der Familien und 18,4 Prozent der Einwohner lebten unterhalb der Armutsgrenze.

## Orte im Covington County
- Andalusia
- Antioch
- Babbie
- Beck
- Beda
- Beulah
- Blairs
- Blue Springs
- Boykin
- Brooks
- Carolina
- Cedar Grove
- Clearview
- County Line
- Dunns
- Duvall
- Eoda
- Estothel
- Fairfield
- Falco
- Five Points
- Florala
- Friendship
- Gantt
- Green Bay
- Harmony
- Heath
- Horn Hill
- Howells
- Huckaville
- Libertyville
- Loango
- Lockhart
- McRae
- Onycha
- Opine
- Opp
- Rawls
- Red Level
- River Falls
- Rome
- Rose Hill
- Sanford
- Stanley
- Stedman
- Straughn
- Valley of Shiloh
- Wiggins
- Wing